# A Quadratura da Parábola

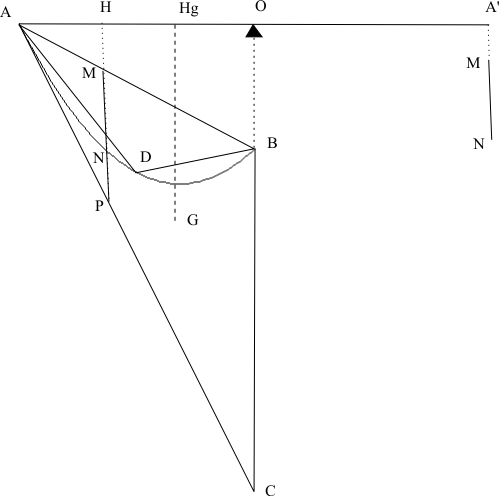
Quadratura da parábola por meio do método das pesagens

A Quadratura da Parábola é um tratado de geometria, escrito por Arquimedes, em que ele apresenta 24 proposições a respeito das parábolas.